# شهرستان واشینگتن (رود آیلند)
شهرستان واشینگتن شهرستانی است که در رود آیلند واقع شده است.جمعیت این شهرستان بنا بر سرشماری ۲۰۱۰ ایالات متحده امریکا، بالغ بر ۱۲۶٬۹۷۹ نفر بوده است.